# The Forest Is the Path
The Forest Is the Path è l'ottavo album in studio del gruppo musicale britannico Snow Patrol, pubblicato il 13 settembre 2024 da Polydor Records.

## Tracce
1. All – 4:19
2. The Beginning – 3:31
3. Everything's Here and Nothing's Lost – 4:07
4. Your Heart Home – 3:40
5. This Is the Sound of Your Voice – 4:31
6. Hold Me in the Fire – 4:01
7. Years That Fall – 3:52
8. Never Really Tire – 5:55
9. These Lies – 4:49
10. What If Nothing Breaks? – 3:43
11. Talking About Hope – 3:56
12. The Forest Is the Path – 4:31

## Formazione
- Gary Lightbody – voce, cori, chitarra, programmazione, sintetizzatore
- Nathan Connolly – chitarra, cori
- Johnny McDaid – chitarra, basso, tastiera, piano, sintetizzatore, programmazione, cori
- Fraser T Smith – produzione
- Ash Soan – batteria
- Ben Epstein – basso

## Classifiche
| Classifica (2024) | Posizione massima |
| ----------------- | ----------------- |
| Regno Unito       | 1                 |